# Näcktjärnen, Värmland
Näcktjärnen är en sjö i Hagfors kommun i Värmland och ingår i Göta älvs huvudavrinningsområde.